# Artois Mobilités
Artois Mobilités, est l'autorité organisatrice de la mobilité des communautés d'agglomération de Béthune-Bruay, Lens-Liévin et Hénin-Carvin dans le département du Pas-de-Calais. Le syndicat mixte couvre un territoire de près de 150 communes comptant 640 000 habitants.
Artois Mobilités est la septième autorité organisatrice de la mobilité de France, au travers du réseau TADAO.

## Historique

### SMT Lens-Liévin-Hénin-Carvin
Le syndicat mixte des transports (SMT) de Lens-Liévin-Hénin-Carvin a été créé le 22 janvier 2003. Il résulte de la volonté des communautés d'agglomérations de Lens-Liévin et d'Hénin-Carvin de mettre en commun leurs compétences d'autorités organisatrices de transports. En 2004, lors du rapprochement entre les transports en commun du district de Lens-Liévin et ceux du district d'Hénin-Carvin, avec 354 km2 desservis, le syndicat mixte des transports était le second réseau de la région après celui de Ilévia dans la métropole lilloise. 
Dans un premier temps, la reconduction de l'accord tarifaire dit Galaxie, sur le périmètre d'Artois Comm (Béthune-Bruay-la-Buissière) a permis au voyageur de circuler dans tout l'ancien bassin minier du Pas-de-Calais avec un seul titre de transport, à l'exception toutefois du territoire de la Communauté de communes de Nœux et environs qui avait quitté le dispositif lors de sa création en 2002.   

### SMT Artois-Gohelle
En janvier 2006, la communauté d'agglomération de l'Artois et la Communauté de communes de Nœux et environs rejoignent le syndicat mixte des transports.
Dans le cadre des dispositions de la loi portant nouvelle organisation territoriale de la République (Loi NOTRe) du 7 août 2015, qui prévoit que les établissements publics de coopération intercommunale (EPCI) à fiscalité propre doivent avoir un minimum de 15 000 habitants, la communauté d'agglomération de l'Artois fusionne avec la communauté de communes Artois-Lys et la communauté de communes Artois-Flandres, formant, le 1er janvier 2017, la communauté d'agglomération de Béthune-Bruay, Artois-Lys Romane, conformément à l'arrêté préfectoral du 13 septembre 2016. Leurs communes membres intègrent de fait le ressort territorial du SMT AG.
En mars 2016, le siège du syndicat mixte déménage de Hénin-Beaumont à Lens.

### Artois Mobilités
Depuis le 11 avril 2022, le SMT Artois-Gohelle a changé de nom pour devenir "Artois Mobilités" et a adopté un nouveau logo en accord avec la nouvelle charte graphique du réseau TADAO. 

## Réseaux

### Réseau TADAO
Le SMT AG est propriétaire de l'ensemble des équipements des réseaux, à l'exception du matériel roulant de certains circuits de transports scolaires qui est fourni et entretenu par les entreprises délégataires. De même, les différentes marques commerciales des réseaux, sont la propriété du SMT AG.
Celui-ci délègue l'exploitation de son réseau par le biais de plusieurs délégations de service public. Depuis le 1er janvier 2017, un nouveau délégataire gère le réseau via  une société spécialisée : Transdev Artois-Gohelle.
Le réseau TADAO est le réseau de transports urbains d'Artois mobilités. Depuis fin août 2018, le réseau possède un nouveau logo et une nouvelle identité visuelle.
Depuis avril 2019, le réseau a été profondément restructuré par la création de 7 lignes BHNS, dont 2 circulant avec de nouveaux véhicules. Ce projet s'inscrit dans la continuité du précédent projet de tramway qui visait à créer des axes de transports structurants sur le territoire. La Bulle 6, inaugurée en 2019, est la première ligne de transports urbains de France opérée par des bus fonctionnant 100 % à l'hydrogène.

### Transports à la demande
Allobus est le principal service de transports à la demande déployé sur le ressort territorial de l'Artois avec huit lignes dont une spécifique destinée aux lieux de mémoire. Les lignes sont à la demande, c'est-à-dire qu'il faut appeler un numéro gratuit pour pouvoir prendre le bus. Depuis 2017, 35 communes du territoire de la Lys Romane sont également desservies par le dispositif. En 2017, le service avait  généré en moyenne plus de 12 000 validations mensuelles. 
Chronopro est un service de navette lancée le 1er avril 2018 à destination de cinq zones d’activités du territoire et ce, depuis les gares TER, et propose le trajet aller-retour : 
- Vers la Zone industrielle du Château à partir de la gare de Libercourt.
- Vers Delta 3 à partir de la gare de Dourges.
- Vers la Zone du Bois Rigault à partir de la gare de Lens.
- Vers le Parc des Industries Artois Flandres à partir de la gare de La Bassée.
- Vers la Zone Industrielle Washington à partir de la gare de Béthune.

Proxibus est le service de transport à la demande à destination des personnes à mobilité réduite résidant sur le périmètre couvert par Tadao et ne pouvant pas utiliser les transports collectifs traditionnels. Pour bénéficier du service, il est nécessaire de transmettre son dossier à Artois Mobilités. La réservation se fait via une centrale d'appel. En 2017, le service avait généré en moyenne 5400 validations mensuelles.   

### Circuits scolaires
Le ressort territorial de l'Artois compte 135 établissements scolaires desservis par 213 circuits scolaires. Ces circuits sont gérés par Artois Mobilités en lien avec les entreprises délégataires. 

## Missions et organisation

### Membres d'Artois Mobilités
Le syndicat mixte de Transports Artois-Gohelle est composé depuis le 1er janvier 2017 :  
- la communauté d'agglomération de Béthune-Bruay Artois Lys Romane
- la communauté d'agglomération de Lens-Liévin
- la communauté d'agglomération de Hénin-Carvin

### Compétences d'Artois Mobilités
Artois Mobilités en tant qu'autorité organisatrice de la mobilité est compétent pour organiser :  
- le transport de voyageurs par des lignes régulières ;
- le transport à la demande de voyageurs ;
- le transport de personnes en situation de handicap ;
- les services de transports partagés (covoiturage) ;
- les services liés aux mobilités actives (location de vélo, vélo libre-service);
- les services de mobilité solidaire.

Mais, en dehors de l'organisation des services de mobilité, Artois Mobilités est également compétent pour : 
- Offrir un service de conseil et d'accompagnement individualisé à la mobilité destiné aux personnes se trouvant en situation de vulnérabilité économique ou sociale ainsi qu'à celles en situation de handicap ou dont la mobilité est réduite ;
- Mettre en place un service de conseil en mobilité destiné aux employeurs et aux gestionnaires d'activités générant des flux de déplacements importants ;
- Organiser ou contribuer au développement des services de transport de marchandises et de logistique urbaine, en cas d'inexistence, d'insuffisance ou d'inadaptation de l'offre privée, afin de réduire la congestion urbaine ainsi que les pollutions et les nuisances affectant l'environnement

### Organisation politique

#### Liste des présidents
| Période      | Période                   | Identité        | Étiquette        | Qualité                                 |
| ------------ | ------------------------- | --------------- | ---------------- | --------------------------------------- |
| janvier 2003 | 27 mai 2014               | Jean-Luc Wery   | Parti socialiste | Maire de Sains-en-Gohelle (2001 → 2014) |
| mai 2014 ,   | En cours (au 27 mai 2014) | Laurent Duporge | Parti socialiste | Maire de Liévin (2013 → )               |

#### Le bureau syndical
Le bureau de Artois Mobilités se compose de : 
- Alain de Carrion – CABBALR – Maire de Vermelles
- Jean-Pierre Sansen – CABBALR – Maire de Ruitz
- Pierre Chéret – CALL – Conseiller municipal d’Avion
- Alain Szabo – CALL – Maire d’Estevelles
- Charly Mehaignery – CAHC – Adjoint au Maire de Courrières
- Valérie Cuvillier – CAHC – Maire de Rouvroy

#### Le comité syndical
Artois Mobilités est administré par un comité syndical, composé des élus de la communauté d'agglomération de Hénin-Carvin (CAHC), de la communauté d'agglomération de Lens-Liévin (CALL) et de la communauté d'agglomération Béthune-Bruay Artois Lys-Romane (CABBALR). 
Il règle les dossiers qui sont de la compétence du syndicat mixte. 
Le comité peut créer en son sein des commissions spécialisées qui ont pour but d'accompagner le comité syndical dans l'étude d'une politique globale en matière de déplacement. 
Le comité a aussi instauré une commission d'appel d'offre (CAO) et une commission de délégation de service public (CDSP). 

## Actions

### Plan de déplacements urbains

#### La révision du PDU de 2015
Les PDU ont été créés Loi d’Orientation des Transports Intérieurs (LOTI) du 30 décembre 1982. Ils définissent les principes d’organisation du transport et du stationnement des personnes et des marchandises, tous modes confondus. Depuis la Loi sur l'air et l'utilisation rationnelle de l'énergie (LAURE)   de 1996, les agglomérations de plus de 100 000 habitants ont l’obligation de réaliser un PDU.
Artois Mobilités en tant qu'autorité organisatrice de la mobilité (AOM) est chargée de la réalisation et de la mise en œuvre du PDU sur le territoire.
En décembre 2018, les élus du comité syndical du SMT Artois-Gohelle ont approuvé le Plan de Déplacements Urbains (PDU) qui couvre la période 2019-2030. 
La création de communauté d'agglomération Béthune-Bruay Artois Lys-Romane (CABBALR) le 1er  janvier 2017, a entrainé un travail de révision du précédent plan adopté en juin 2015. Cette révision avait avant tout pour objectif d’intégrer les 35 nouvelles communes des ex-Communauté de communes Artois-Lys et communauté de communes Artois-Flandre dans le document. Cette révision a aussi permis de mettre à jour les données.

#### Les objectifs du plan
Le Plan de Déplacements Urbains vise un maintien de la mobilité à son niveau actuel. Grâce au développement des transports collectifs urbains, le PDU fixe un objectif de faire passer la part modale des transports en commun de 4 à 7% en 10 ans.
Concernant les modes actifs, l'objectif est de maintenir la part modale de la marche tout en développant la pratique de la bicyclette, le PDU fixe comme objectif d’atteindre :
- 20% de part modale pour les déplacements de 2 à 3 km. ;
- 15% des déplacements de 3 à 4 km. ;
- 5% de 4 à 5 km

Les objectifs détaillés en matière de parts modales sont les suivants : 
|                      | Enquête ménages déplacements (2005-2006) | Objectifs de parts modales PDU (2030) |
| -------------------- | ---------------------------------------- | ------------------------------------- |
| Transports en commun | 4%                                       | 7%                                    |
| Vélo                 | 2%                                       | 8%                                    |
| Marche               | 25%                                      | 25%                                   |
| Deux-roues motorisés | 1%                                       | 1%                                    |
| Voiture (passager)   | 20%                                      | 18%                                   |
| Voiture (conducteur) | 46%                                      | 40%                                   |
| Autres modes         | 1%                                       | 1%                                    |

### Projet Bulles
Les besoins croissants de mobilité et la nécessité de solutions respectueuses de l’environnement se traduisent dans le Plan de déplacements urbains (PDU) d'Artois Mobilités par le développement d’axes structurants dans l’ex-bassin minier. Si les liaisons TER assurent des déplacements rapides et cadencés entre les pôles, il faut ensuite organiser un réseau de transports vers et depuis ces pôles d’échanges de manière tout aussi efficace.
L'abandon du projet de tramway au profit du BHNS en 2013, voit la naissance du projet Bulles. 
Le projet Bulles, achevé en 2019, est un projet de création de 7 lignes de bus à haut niveau de service sur le ressort territorial.
Les principaux pôles d’échanges du territoire  desservis par les lignes Bulles sont Lens, Béthune, Hénin-Beaumont, Bruay-La-Buissière, Libercourt et Auchel. La mise en œuvre de ces dernières a nécessité des travaux d’aménagements et de voiries notamment la construction de couloirs bus et la réalisation d’aménagements urbains.
L’objectif majeur du projet Bulles est d’offrir un niveau de service élevé qui se traduit notamment par de la régularité, des temps de parcours garanti, de l’accessibilité, de l’information en temps réel et du confort.
L’implantation de chaque station a été envisagée afin de garantir la desserte des zones limitrophes de 500 m autour des Bulles. Leur positionnement assurera une couverture optimale et facilitera les possibilités de correspondances avec les autres modes de transport.
Les points de correspondances des lignes Bulles entre elles : 
1. Pour la Bulle 1, 35 stations dont 13 majeures, dont 3 stations communes avec Bulle 3, 2 stations communes avec Bulle 5 et 1 station commune avec Bulle 7.
2. Pour la Bulle 2, 46 stations dont 1 station commune avec la Bulle 6.
3. Pour la Bulle 3, 25 stations dont 11 majeures, dont 3 stations communes avec la Bulle 1.
4. Pour la Bulle 4, 21 stations dont 7 majeures, dont 4 stations commune avec la Bulle 2.
5. Pour la Bulle 5, 32 stations dont 6 majeures et 17 arrêts, dont 2 stations communes avec la Bulle 1 et 1 station commune avec la Bulle 7.
6. Pour la Bulle 6, 23 stations dont 1 station commune avec la Bulle 2,.
7. Pour la Bulle 7, 21 stations dont 6 majeures et 16 arrêts, dont 1 station commune avec la Bulle 1 (en fonction du phasage de la ZAC Sainte Henriette) et 1 station commune avec la Bulle 5.

La distance entre 2 arrêts a été déterminée en fonction de l’importance des zones desservies, et en fonction de l’aire d’attraction concernée (quartiers résidentiels, centres-villes, zones d’activités,…), dans un rayon de desserte d’environ 500 m.
Le mise en service des lignes s'est accompagné de l'achat d'un nouveau matériel roulant pour les lignes Bulle 1 et 2. 

### Services de covoiturage
Depuis la loi d'orientation des mobilités (LOM) du 26 décembre 2019, Artois Mobilités qui gère le réseau de transport en commun Lens-Béthune est compétent pour organiser les services de mobilité partagée sur son ressort territorial. En 2020, le SMT a lancé deux expérimentations sur son périmètre de transports urbains. 

#### Klaxit
Il s’agit d’une expérimentation de covoiturage domicile-travail d'abord lancée exclusivement sur le territoire de la communauté d'agglomération d'Hénin-Carvin.
La Loi d'orientation des mobilités permet à une AOM de subventionner une partie du coût du trajet pour un conducteur et/ou pour un passager.
À ce titre, Artois Mobilités a lancé une expérimentation avec Klaxit depuis le 1er septembre 2020, en venant subventionner les conducteurs et les passagers pour les trajets covoiturés dans le cadre de leur éligibilité.
La méthodologie de Klaxit est de cibler les gros employeurs du territoire s de plus de 300 salariés, en réalisant des ateliers de promotion et de sensibilisation du covoiturage, afin de créer une masse critique qui permettra d’augmenter les flux de covoiturage. 
L’expérimentation a depuis le 1er janvier 2022 été élargie aux  trois agglomérations du ressort territorial

### Politique en faveur des mobilités actives

#### Service de location de vélo
Depuis 2014, Biclo est le service de location de vélos (mécanique ou à assistance électrique) de TADAO. La boutique Biclo se trouve à Lens (Place du général de Gaulle). Un usager peut louer un vélo pour une courte ou une longue durée. Les vélos sont la propriété d'Artois Mobilités. 

#### Abris vélo sécurisés
Dix abris sécurisés implantés par Artois Mobilités sont accessibles gratuitement et permettent d’y déposer un Biclo ou un vélo personnel, le premier a été installé à Béthune en décembre 2018.
| Localisation                           | Nombre de places |
| -------------------------------------- | ---------------- |
| Avion – Gare                           | 15 places        |
| Béthune – Gare                         | 40 places        |
| Bruay-la-Buissière – Europe            | 30 places        |
| Bully-Grenay – Gare                    | 30 places        |
| Dourges – Gare                         | 15 places        |
| Fouquières-lès-Lens – Pont du Cocorico | 15 places        |
| Libercourt – Gare                      | 32 places        |
| Liévin                                 | 15 places        |
| Nœux-les-Mines – Gare                  | 15 places        |
| Noyelles-Godault – Aire de covoiturage | 15 places        |

#### Schéma cyclable
À la suite de l’élargissement du périmètre du Syndicat Mixte des Transports Artois-Gohelle en 2017 avec 35 nouvelles communes, un nouveau Plan de Déplacements Urbains a été adopté en décembre 2018. Artois Mobilités a engagé dans cette continuité la révision de son schéma cyclable, en collaboration avec l’Agence d’Urbanisme de l’Artois.
Le 2 mars 2023, une nouvelle version du schéma cyclable a été adoptée par le Comité Syndical d’Artois Mobilités. Il permet de définir des itinéraires cyclables pouvant permettre un report modal sur des trajets quotidiens.